# پیانوی بی‌صدا
سیستم سایلنت (Silent)، یک وسیله جنبی برای پیانو می‌باشد. وقتی این وسیله بر روی پیانو نصب می‌شود، پیانیست می‌تواند حالت سایلنت(ساکت) یا حالت عادی نوازندگی را انتخاب کند.انتخاب حالت سایلنت، برای نوازندگی شخصی پیانیست است و دیگران صدایی نخواهند شنید. در این حالت، نحوه نواختن پیانو توسط نوازنده به کمک سنسورهایی اندازه‌گیری می‌شود و در بیشتر آنها با کمک یک سیستم الکترونیکی، تولید صدا انجام خواهد شد که با استفاده از هدفون برای نوازنده قابل استفاده‌است. بعضی سیستم‌های سایلنت، فقط تولیدکننده midi هستند.
در بسیاری از موارد، پیانو همراه با سیستم سایلنت که بر روی پیانو نصب شده‌است عرضه می‌گردد که در این صورت به آن پیانوی سایلنت (Silent Piano)می‌گویند.

## مکانیسم عملکرد دستگاه سایلنت
وقتی حالت سایلنت بر روی پیانو فعال می‌شود، میله‌ای در جلوی چکش‌ها قرار می‌گیرد که مانع برخورد «چکش» به «سیم پیانو» می‌گردد. بدین طریق از تولید صدا جلوگیری می‌کند. با غیرفعال کردن حالت سایلنت در پیانو، این میله باز دارنده کنار می‌رود و مجدداً امکان برخورد چکش‌ها به سیم و تولید صدا فراهم می‌شود و پیانو به حالت عادی بازمی‌گردد.
در بیشتر سیستم‌های سایلنت، نحوه نواختن پیانیست توسط سنسورهایی اندازه‌گیری می‌شود که این سنسورها در زیر کلید ها (کیبورد) نصب شده‌اند. تولید صدا توسط یک سیستم الکترونیکی و با توجه به حرکت اندازه‌گیری شده تولید می‌شود.

## سازنده‌های سیستم سایلنت در دنیا
شرکت‌های یاماها(Yamaha)، زایلر(Seiler)، شیمل(Schimmel)، کاوایی(Kawai)، بویزندرفر(Bösendorfer)، کمبل(Kemble) سیستم سایلنت را به صورت نصب شده بر روی پیانو (پیانوی سایلنت) عرضه می‌کنند. شرکت‌های دیگری هستند که سیستمهای سایلنت قابل نصب بر روی پیانو را ارائه می‌دهند از این جمله هستند شرکت‌های: گابر(Gabor)، پیانودیسک(Pianodisc)، میدی۹ (Midi9) و ضرباهنگ(Zarbahang).